# Кубок Мальти з футболу 2020—2021
Кубок Мальти з футболу 2020–2021 — 83-й розіграш кубкового футбольного турніру на Мальті. 9 квітня 2021 року у зв'язку з епідемією COVID-19 турнір був скасований, переможець визначений не був.

## Календар
| Раунд            | Дата              | Матчі | Клуби   |
| ---------------- | ----------------- | ----- | ------- |
| Попередній раунд | 15-27 грудня 2020 | 12    | 44 → 32 |
| 1/16 фіналу      | 2-24 лютого 2021  | 16    | 32 → 16 |
| 1/8 фіналу       | 2-4 березня 2021  | 8     | 16 → 8  |
| 1/4 фіналу       |                   | 4     | 8 → 4   |
| 1/2 фіналу       |                   | 2     | 4 → 2   |
| Фінал            |                   | 1     | 2 → 1   |

## Регламент
Відповідно до формату змагань клуби Прем'єр-ліги стартують з 1/16 фіналу, у перших двох та в попередньому раунді грають клуби 2 - 4 дивізіонів.

## 1/16 фіналу
| Команда 1                   | Рахунок | Команда 2               |
| --------------------------- | ------- | ----------------------- |
| 2 лютого 2021               |         |                         |
| Сіренс                      | 5:0     | Фгура Юнайтед (2)       |
| 3 лютого 2021               |         |                         |
| Надур Янгстерс (1-G)        | 2:3     | Сенглі Атлетік          |
| Пембрук Атлета (2)          | 4:2     | Марсашлокк (2)          |
| 4 лютого 2021               |         |                         |
| Айнсілем (1-G)              | 2:0     | Вікторія Готспурс (1-G) |
| 9 лютого 2021               |         |                         |
| Біркіркара                  | 6:0     | Лія Атлетік             |
| 10 лютого 2021              |         |                         |
| Валетта                     | 2:1     | Гуджа Юнайтед           |
| Зеббудж Рейнджерс (2)       | 0:1     | Марса (2)               |
| Кормі (2)                   | 0:3     | Таршіен Райнбоус        |
| Флоріана                    | 1:3     | Санта-Лучія             |
| Саннат Лайонс (1-G)         | 1:3     | Хамрун Спартанс         |
| Бальцан                     | 1:2     | Моста                   |
| Нашшар Лайонс (2)           | 6:1     | Свії Юнайтед (2)        |
| Сент-Ендрюс (2)             | 1:0     | Сліма Вондерерс         |
| Бірсеббуджа Сент-Пітерс (3) | 1:4     | Шаара Юнайтед (1-G)     |
| 11 лютого 2021              |         |                         |
| Гзіра Юнайтед               | 8:0     | Мкабба (2)              |
| 24 лютого 2021              |         |                         |
| Гіберніанс                  | 3:0     | Зейтун Корінтіанс       |

## 1/8 фіналу
| Команда 1           | Рахунок      | Команда 2        |
| ------------------- | ------------ | ---------------- |
| 2 березня 2021      |              |                  |
| Гзіра Юнайтед       | 4:2 дч       | Таршіен Райнбоус |
| Айнсілем (1-G)      | 1:4          | Біркіркара       |
| Нашшар Лайонс (2)   | 0:0 пен. 2:4 | Сент-Ендрюс (2)  |
| 3 березня 2021      |              |                  |
| Сенглі Атлетік      | 0:1          | Валетта          |
| Пембрук Атлета (2)  | 0:1          | Гіберніанс       |
| Шаара Юнайтед (1-G) | 0:6          | Хамрун Спартанс  |
| Санта-Лучія         | 0:2          | Моста            |
| 4 березня 2021      |              |                  |
| Марса (2)           | 0:1          | Сіренс           |